# مالاموت
مالاموت آلاسکایی (به انگلیسی: Alaskan Malamute) نام نژاد قدرتمند و بسیار باهوش سگ است، مالاموت یکی از نژادهای قدیمی سگ است و در ایران به ندرت معامله می‌شود، مالاموت در ایران بیشتر با نام هاسکی خرید و فروش می‌شود علت این عمل شباهت بسیار زیاد این نژاد با نژاد شناخته شده هاسکی است لازم به ذکر است که شباهت‌های بسیاری با چند نژاد دیگر نیز دارد اما هاسکی دارای محبوبیت و کمیت بیشتری است.

## ویژگی‌های ظاهری
مالاموت بسیار زیبا و با جذبه است و دارای دم پر پشت است، بدن این نژاد پوشیده شده از مو است، این سگ در رنگ‌های سفید، سفید و خاکستری، سفید و مشکی، سفید و قرمز وسفید وقهوه‌ای روشن یافت می‌شود. در جنس نر وزن این حیوان ۳۷-۴۰ کیلو گرم و در جنس ماده ۳۳-۳۹ کیلو گرم می‌باشد. اندازه این نژاد در جنس نر حدوداً ۶۰ سانتی‌متر و در جنس ماده حدوداً ۵۵ سانتی‌متر است.معمولاً مالاموت دارای تاج اروپایی در بین دوچشم است وعلاقه خاصی به ابراز محبت با لیسیدن دارد.

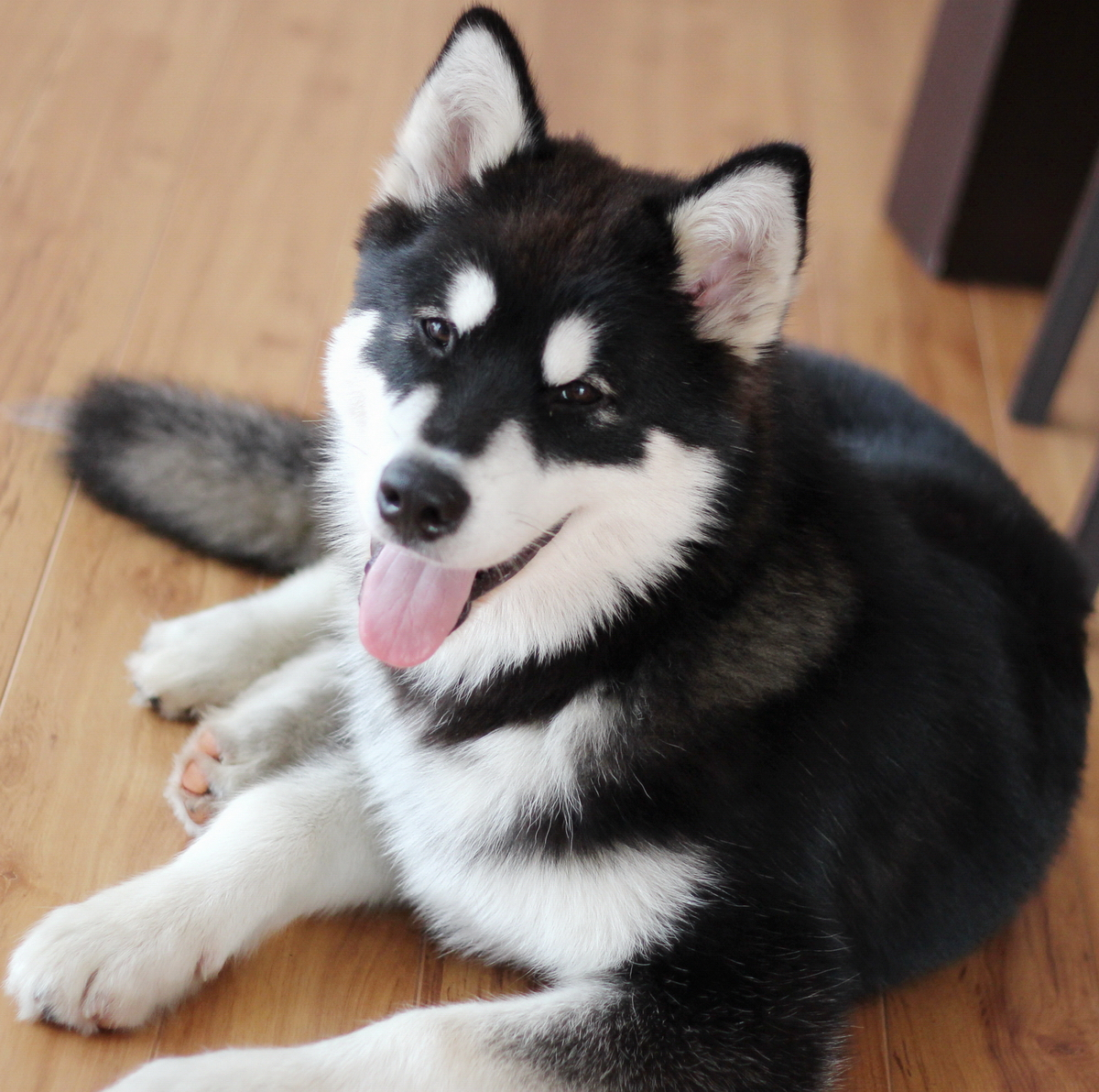
یک بچه مالاموت

## رفتار
این نژاد بسیار پر جنب و جوش و بازیگوش است و نمی‌تواند ساعات بسیاری را در خانه تنها بماند، در صورتی که در خانه تنها باشد می‌تواند خسارت بسیار زیادی به شما بزند، عاشق بازی کردن است، این سگ اصلاً برای دیده بانی خوب نیست زیرا که بسیار سگ ارامی است، عاشق خانواده‌ای هست که در آن بزرگ می‌شود، هنگامی که صدایی از خودش در میاورد بیشتر شبیه به صدای گرگ است تا صدای واق واق سگ.

## نگهداری
هر چند افراد بسیار زیادی تمایل به داشتن این نژاد در خانه خود دارند اما باید چند نکته را رعایت کنند
- مالاموت بسیار پر فعالیت است و شما به یک حیاط برای نگهداریش احتیاج دارید.
- مالاموت نیز مانند هاسکی علاقهٔ فراوانی به حفر زمین دارد پس مراقب باغچه‌های خود باشید.
- مالاموت سگی است برای نواحی سرد سیر و اگر می‌خواهید او را در تابستان در حیاط خانه خود نگهداری کنید حتماً یک محیط خنک و مقداری آب خنک برایش فراهم کنید.
- مالاموت بسیار دوست دارد در منطقه‌ای که شما به عنوان قلمرو برای او انتخاب می‌کنید قدم بزند و بازی کند.

## تاریخچه
اسم مالاموت از اسم Mahlemuts (قبیله‌ای در قطب شمال) منشا گرفته‌است، قبیله mahlemuts برای اولین بار شروع به پرورش این سگ کرده‌اند، از مالاموت‌ها برای کشیدن بارهای سنگین و همچنین کشیدن سورتمه استفاده میشده کمترین تعداد مالاموت مورد نیاز برای کشیدن بارهای سنگین ۴ تا بوده‌است

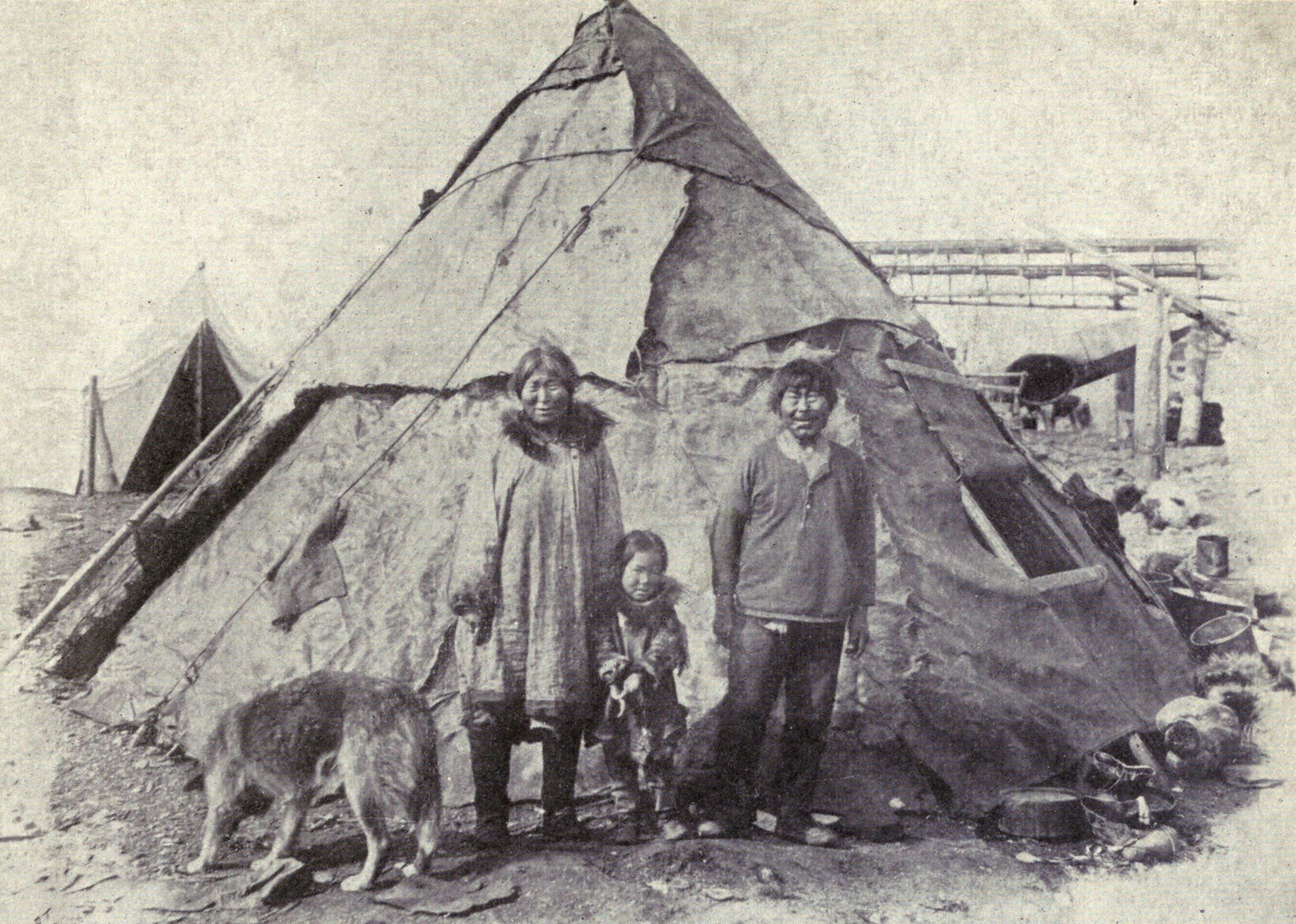
یک خانواده در سال ۱۹۱۵ با مالاموتشان

وجود این سگ به ۲۰۰۰ تا ۳۰۰۰ سال پیش بر می‌گردد